# 미카메정
미카메정(三瓶町)은 에히메현 니시우와군에 존재했던 정이다. 
2004년 4월 1일, 히가시우와군 아케하마정, 우와정, 노무라정, 시로카와정과 히가시우와군·니시우와군의 울타리를 넘은 5정을 합병에 의해 소멸하였다.  소멸이후 현재의 세이요시에 해당한다. 

## 지리
에히메현의 서부에 위치하고 북쪽은 하치만하마시, 동쪽은 히가시우와군 우와정(현·세이요 시 우와정), 남쪽은 히가시우와군 아카하마 정(현·사이요시 아카하마정)에 접하고 서쪽은 우와해에 접해 있다.

## 역사
- 1889년 12월 15일 - 정촌제 시행에 의해 미카메촌, 니키부촌, 미시마촌, 후타이와촌이 성립하였다.
- 1921년 9월 3일 - 정으로 승격해 미카메정이 되었다.
- 2004년 4월 1일 - 히가시우와군 아케하마정, 우와정, 노무라정, 시로카와정과 신설합병해 행정체로서의 미카베정은 소멸하였다.

## 미카메정의 합병과정
미카베 정은, 원래 산을 사이에 두고 인접하는 히가시우와군 우와정이나 쓰레기 처리를 공동하고 있던 동군 아카하마정고의 관계가 깊었다. 한편 히가시우와군 4정은 합병에 의한 시 승격(합병 특례)에 기한이 정해져 있었기 때문에 빠른 속도로 합병 협의를 진행시키고 있었다.미카베쵸가 히가시우와군의 조합에 가세한다면 이른 시기가 바람직하다는 자세였다.미카베초가 독자적으로 실시한 직원 설문조사에서도 히가시우와군의 합병을 요구하는 비율이 높았다. 이러한 사정 때문에 미카베초에서는 군이 속한 니시우와군과 하치만하마시의 합병이 아니라 히가시우와군과의 합병을 지향했다. 최종적으로는 히가시우와군 전체 미카베정의 합병이 되었다. 합병 형태는 신설합병이였다..
과제가 된 것이 광역행정 처리. 소방·구급은 소방본부는 하치만하마시에 있었다. 쓰레기 처리도 하치만하마시의 시설에 반입하고 있었다(원래는 아카하마쵸와의 공동으로 설치한 처리 시설에서 처리하고 있었지만, 노후화되어 있는 데다 처리 인구가 적어 고온 연속 연소 등 다이옥신 대책을 강구하기 어렵다는 문제가 있었다).결과적으로 미카베초는 오랜 교제가 있는 하치만하마시·니시우와군의 편이 아니라 교제가 희박했던 히가시우와군 측에 대해 하치만하마시와 군내의 다른 마을을 「흔든」형태가 되었다.이 때문에, 특히 소방이나 구급등을 맡아 온 하치만하마시는 태도를 경화시켜, 「미카베 지역의 소방등은 신설되는 세이요시에서 커버해야 한다」 「시가 된다(인구 5만명이나 인구 연탄의 요건은 충족하지 않지만, 합병 특례로 시 승격)면 그 정도의 행정 능력은 있을 것이다」라는 태도였다.

## 교통
- 정내에는 철도노선이 없다.

### 도로
- 국도 378호선